# Cándido Gómez Carreño
Cándido Gómez Carreño (Madridejos, 1868-Baler, 25 de septiembre de 1898) fue un sacerdote franciscano español, notable por ser uno de los asediados en la localidad filipina de Baler, un episodio en el que un destacamento de soldados españoles resistió el asedio de los insurrectos filipinos incluso cuando las islas habían sido transferidas por España a Estados Unidos en virtud del Tratado de París, que ponía fin a la guerra hispano-estadounidense.
Cándido Gómez Carreño era el párroco de Baler desde 1893. En 1897, durante la primera fase de la Revolución Filipina fue hecho prisionero por los insurrectos del Katipunan, permaneciendo en sus manos hasta la firma de la paz de Biak-na-Bató, entre el líder filipino, Emilio Aguinaldo y el gobernador general de Filipinas, el general Fernando Primo de Rivera, en diciembre de 1897. Llegó de nuevo a Baler en febrero de 1898, junto con el destacamento que acompañaba al nuevo gobernador político-militar de El Príncipe. Cuando el destacamento hubo de refugiarse en la iglesia del pueblo ante el nuevo levantamiento filipino, permaneció con ellos hasta su muerte por beriberi en septiembre de 1898, casi cuatro meses tras el inicio del sitio.